# Список школ лётчиков-испытателей
Школы лётчиков-испытателей осуществляют подготовку лётчиков, штурманов и инженеров испытателей авиационной техники (школы в списке приведены по годам их основания):

## Государственные школы
- Имперская школа лётчиков-испытателей, старейшая в мире британская школа, Боскомб-Даун, Англия (основана в 1943 году)
- Школа лётчиков-испытателей ВВС США, Эдвардс, Калифорния, США (основана в 1944 году)
- Школа лётчиков-испытателей ВМФ США, Авиабаза ВМФ США Патаксент Ривер, Мэриленд, США (основана в 1945 году)
- Школа лётчиков-испытателей Министерства обороны Франции (EPNER), Истр, Франция (основана в 1946 году)
- Школа лётчиков-испытателей имени А. В. Федотова, школа авиационной промышленности — структурное подразделение ЛИИ им. М. М. Громова, Жуковский Московской области, Россия (основана в 1947 году)
- Школа лётчиков-испытателей ВВС Индии, Бангалор, Индия (основана в 1957 году)
- Центр подготовки лётчиков-испытателей ВВС СССР и РФ — структурное подразделение 929 ГЛИЦ Минобороны России, Ахтубинск, Россия (основан в 1973 году)[3]
- Школа лётчиков-испытателей ВВС Бразилии, Сан-Жозе-дус-Кампус, Бразилия (основана в 1986 году)

## Независимые частные школы
- Национальная школа лётчиков-испытателей, Мохаве Калифорния, США (основана в 1981 году)
- Международная школа лётчиков-испытателей, Лондон (Онтарио), Канада (основана в 1986 году в Крэнфилде, Англия)[4][5][6]
- Южноафриканская академия лётных испытаний (TFASA), Оудсхурн, ЮАР (основана в 1998 году как Национальная школа лётчиков-испытателей ЮАР — NTPS SA)[7]

## Школы при университетах
- Школа лётных испытаний Линчёпингского университета, Линчёпинг, Швеция
- Испанская школа лётных испытаний (E4A), Мадрид, Испания (основана в 2016 году как школа Мадридского политехнического университета)